# Канатія
Канатія (груз. კანატია) — село в Грузії.
За даними перепису населення 2014 року в селі проживає 18 осіб.